# Metal Female Voices Fest
Metal Female Voices Fest é um festival de heavy metal, realizado anualmente na Bélgica desde 2003. É organizado pela agência da Organização Metal, como sugere o título, só tocam bandas de metal com vocais femininos. A sétima edição teve lugar em Oktoberhallen Wieze, no município de Lebbeke, em 17 de outubro e 18 de outubro de 2009.

## 2003
Realizado dia 08 de Novembro na Ten Weyngaert em Forest, Bélgica.
- Epica
- Autumn
- Anthemon
- Sengir
- Keltgar
- Morning
- The Last Embrace

## 2004
Realizado dia 7 de novembro na Ancienne Belgique em Bruxelas.
- Nightwish
- Epica
- Flowing Tears
- Darkwell
- Sengir
- Visions of Atlantis
- Syrens Call
- Ashes You Leave

## 2005
Realizado dia 20 de outubro na Oktoberhallen em Wieze.
- Lacuna Coil
- After Forever
- Epica
- Leaves' Eyes
- Autumn
- Elis
- Midnattsol
- Mercury Rain
- Asrai
- Skeptical Minds
- The Legion of Hetheria
- Diluvium (band)|Diluvium

## 2006
Realizada em 21 de outubro em Oktoberhallen,  Wieze. Theatre of Tragedy cancelou sua aparição em 20 de outubro, porque dois membros da banda estavam doentes. . Delain fora inicialmente colocado como convidado especial, mas eles foram efetivados para subtituir o Theatre of Tragedy na programação.

- Tristania
- Delain
- Lullacry
- Midnattsol
- Forever Slave
- Xandria
- Sengir
- Visions of Atlantis
- Skeptical Minds
- Naio ssaion
- The Legion of Hetheria
- Anachronia
- Theatres des Vampires
- Macbeth

## 2007
Theatre of Tragedy, que já havia retirado do festival de 2006,  estava inicialmente agendada para tocar em 20 de outubro como a quinta banda da noite. Em 2 de fevereiro, foi anunciado que tinham decidido cancelar a sua aparição, sem nenhuma explicação. Eles foram substituídos por Autumn. The Gathering e After Forever também cancelaram suas apresentações, dia 15 de fevereiro, sendo substituídos pelas bandas Delain, e Flowing Tears. A programação foi posteriormente reformulada, para que Epica e Sirenia pudessem tocar também. Darzamat, Autumn e Imperia também cancelaram suas aparições um pouco antes da data do festival. .

### 13 de outubro (bandas)
Realizado na Ten Weyngaert em Bruxelas.
- Seraphim
- Kells
- Markize
- Ethernity
- Sad Siberia

### 19 de outubro
Realizado dia Oktoberhallen em Wieze
- Doro
- Holy Moses (show especial de 25 anos de carreira)
- Dylath-Leen
- Darzamat (cancelado)
- Benedictum

### 20 de outubro
Realizado em Oktoberhallen, em Wieze
- Leaves' Eyes (special headlining recorded for upcoming DVD)
- Sirenia
- Epica
- Autumn (cancelado)
- Flowing Tears
- Seraphim
- Delain
- Elis
- Draconian
- Battlelore
- Distorted
- Imperia  (cancelado)
- Valkyre
- Interria

## 2008
| Realizado em Oktoberhallen, em Wieze - White Skull - Ethernity - Girlschool - Why She Kills - Izegrim - ChaosWave - Eths - Benedictum - Dylath-Leen | Realizaod em Oktoberhallen, em Wieze - L'Âme Immortelle - Midnattsol - Edenbridge - Atargatis - Markize - Kells - Tarja - Diablo Swing Orchestra - Macbeth - Asrai - Trail of Tears - Epica |

A partir de 2008, bandas com uma sonoridade mais variada passaram a entrar no lineup,uma vez que até então bandas de power metal e symphonic metal dominavam o setlist. Dentre elas, o grupo de hard rock Girlschool e a banda de heavy metal Benedictum.

## 2009
| Realizado em Oktoberhallen, em Wieze - Epica - Delain - Midnattsol - Krypteria - Flowing Tears - Autumn - Amberian Dawn - Kivimetsän Druidi - Unsun - Manic Movement - Pinky Doodle Poodle - Whyzdom | Realizado em Oktoberhallen, em Wieze - Tarja - Doro - Trail of Tears - Van Canto - Darzamat - Stream of Passion - Lahannya - Deadlock - To-Mera - Coronatus |

## 2010[6]
| - Hells Belles - Manic Movement - The Veil | - Arch Enemy - ReVamp - Krypteria - Tristania - Dylath-Leen - Visions of Atlantis - Skeptical Minds - 69 Chambers - Unsun - Godyva - Pythia | - Epica - Leaves' Eyes - HolyHell - Diabulus in Musica - Sarah Jezebel Deva - The Agonist - Omega Lithium - Ram-Zet - Anwynn |

## 2011
| - Battlelore - Xandria - Bare Infinity | - Doro - Leaves' Eyes - Diabulus in Musica - Trail of Tears - Benedictum - Dylath-Leen - Deadlock - Amaranthe - Kivimetsän Druidi - Coma Divine - Nemhain - Hanging Doll | - Therion - Visions of Atlantis - Draconian - Stream of Passion - System Divide - Midnattsol - Triosphere - VelvetSeal - Operatika - Diary About My Nightmares |

## 2012
Segue a lista de bandas que tocaram no MFVF em 2012
| - Lacuna Coil - Arch Enemy - Delain - Arkona - Amberian Dawn - Skeptical Minds - Dimlight - Lahannya - Seduce the Heaven - Crysalys - Benighted Soul - Anwynn | - Epica - Xandria - Diabulus in Musica - Trail of Tears - Sarah Jezebel Deva - Trillium - 69 Chambers - Meden Agan - November-7 - Valkyre |